# リトアニアの内戦 (1389年-1392年)
1389年から1392年までのリトアニアの内戦（1389ねんから1392ねんまでのリトアニアのないせん）は、ポーランド王兼リトアニア大公ヨガイラとその従弟ヴィータウタスの間の2度目の権力闘争である。争点は当時、ヨーロッパ最大規模の国家であったリトアニア大公国の支配権である 。ヨガイラは1386年にポーランド王位に就くと、弟のスキルガイラにリトアニアの統治を任せた。スキルガイラは不人気な為政者で、ヴィータウタスは彼にとって代わろうとした。ヴィータウタスは最初、首都ヴィリニュスを奪取しようとして失敗すると、ドイツ騎士団との同盟を結ぼうとした。騎士団はヨガイラとヴィータウタスにとって共通の敵だったが、2人とも1381年から1384年にかけてのリトアニア内戦でもそれぞれ騎士団と手を組んでいたのだった。ヴィータウタスとドイツ騎士団は1390年にヴィリニュスを包囲しようとして失敗した。その後の2年間にわたる戦いの中で、両者のどちらもが迅速には決定的勝利を得られないことが明白になってきたため、ヨガイラは妥協案を提示した。すなわち、ヴィータウタスがヨガイラを上位の君主と認めたうえで大公位につく、というものである。この提案は1392年のオストルフ協定で実現し、ヴィータウタスは再び騎士団と敵対した。彼はこれ以後38年にわたり大公としてリトアニアを統治し、従兄弟たちとも平和的な関係を保った。

## 背景
ゲディミナス家は現在のリトアニア、ベラルーシ、ウクライナ、トランスニストリア、およびロシアとポーランドの一部を領域とする広大な国家を建設した。ゲディミナスが1341年に死んだあと、その息子であり、ヨガイラとヴィータウタスのそれぞれの父親であるアルギルダスとケーストゥティスが平和裏に共同統治を行った。しかし1377年にアルギルダスが死ぬと、その息子ヨガイラはケーストゥティス、ヴィータウタス親子と権力争いを始めた。1381年から1384年にかけての最初の内戦の間、ヴィータウタスとヨガイラは両方とも短期間ドイツ騎士団と同盟関係にあった。ヴィータウタスは大公位を奪取することは叶わず、1384年にヨガイラと和解した。ヨガイラは1386年2月にポーランド女王ヤドウィガと結婚し、新たに重要な同盟者を獲得したうえ、ポーランド王として戴冠した。ヤドヴィガはヨーロッパの数カ国を統治する有力な王侯家系アンジュー家の一員であり、リトアニアはヨガイラの結婚のために、ある程度の政治的譲歩をせねばならなかった。結婚に先立ち、1385年8月にクレヴォの合同条約が結ばれた。この条約にはヨガイラが異教を棄ててリトアニアの臣民をキリスト教に改宗させること、そしてポーランドとリトアニアの同君連合を成立させることが約束されていた。この合同はドイツ騎士団にとって好ましからざる成り行きであった。ポーランドとリトアニアの2国が共同でドイツ騎士団に対抗することになり、さらにリトアニアのキリスト教化によってドイツ騎士団がリトアニアを侵略するうえでの大義名分が失われてしまったのである。このため、ドイツ騎士団はポーランド・リトアニア連合を何とかして瓦解させる機会を窺っていた。ドイツ騎士団はバルト海に面するリトアニア西部のジェマイティヤの割譲を要求し、また1386年のヨガイラのキリスト教への改宗を否認した。
一方、和解後のヴィータウタスはフロドナとポドラシェの公となった。ヨガイラはポーランド王位に就くと、弟のスキルガイラをリトアニアの摂政に任命した。スキルガイラはヴィータウタスのもとの世襲領であったトラカイを支配しており、またリトアニア貴族たちから嫌われていた。他方、ヴィータウタスは貴族たちの間で信望を高めてゆき、ヨガイラはこの従弟を敵対視するようになった 。ヴィータウタスは、クレヴォ合同のためにポーランド人が自国の政治に介入してくるのに憤るリトアニア人たちから支持された。こうしたリトアニア人はリトアニア国家の厳密な意味での法的独立と、自国の官職をリトアニア人が占め続けることを望んでいた。リトアニアの支配層はまた、ヨガイラがもたらした政治上の変化に腹を立てていた。

## 内戦

### 1389年 - 1390年

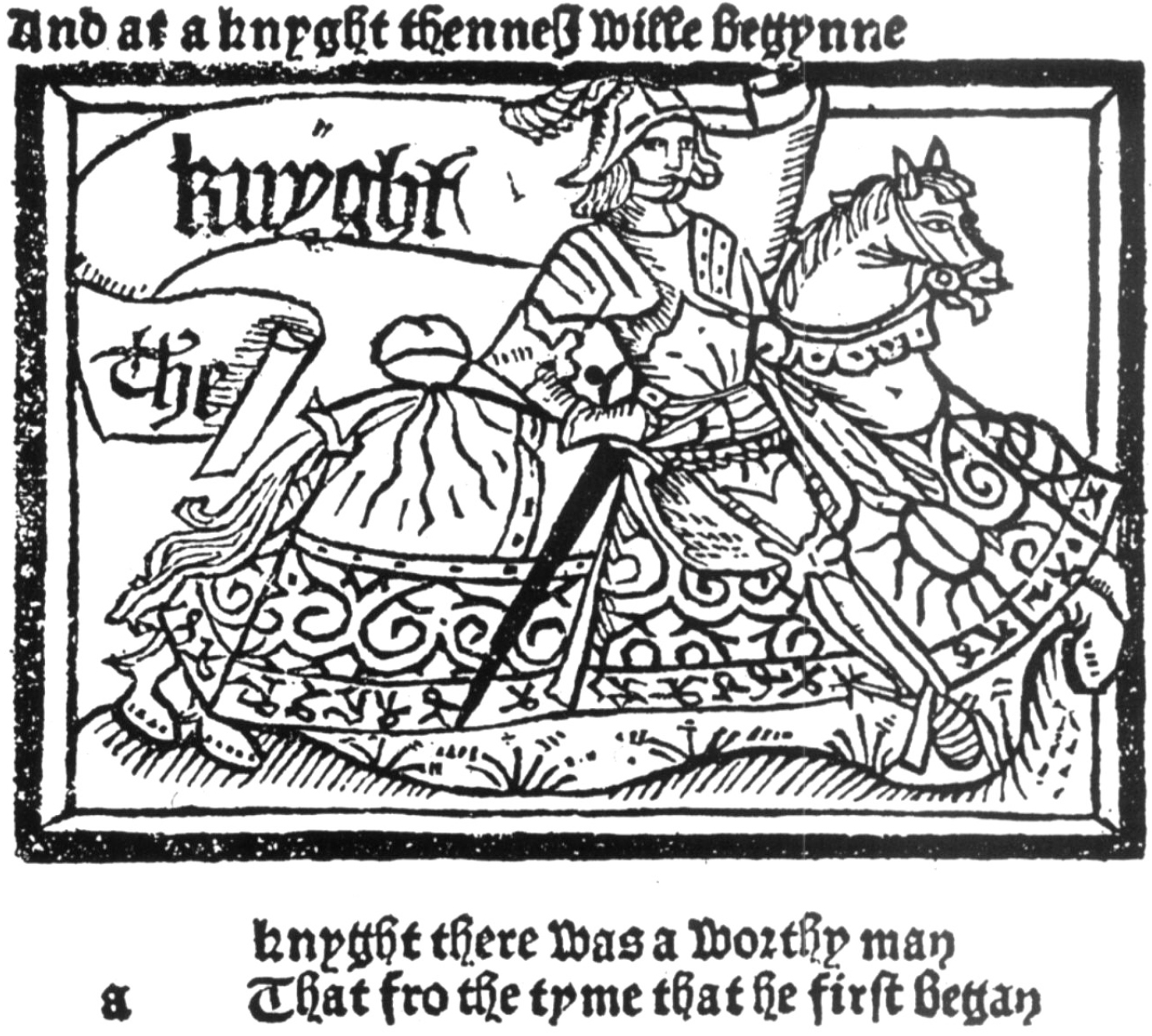
『カンタベリー物語』の序章に登場するイングランド人騎士の挿絵。この架空の騎士は数多くの十字軍を戦った歴戦の勇士であり、リトアニア人に対する十字軍にも参加した経験を持つ

ヨガイラはヴィリニュスにクレメンス・モスカジェフスキ（Klemens Moskarzewski）率いるポーランド人守備隊を送りこんでリトアニアの国情を安定させようとしたが、反発の声を高めただけであった。1389年5月、ヨガイラはルブリンにおいてスキルガイラとヴィータウタスの揉め事を調停しようとした。ヴィータウタスは、スキルガイラに忠誠を誓い彼を支持するという公式の宣言文書に署名するよう圧力をかけられ、しかもこの文書では彼のルーツィク公としての地位は公認されていなかった。ヴィータウタスはルーツィクにおける支配権を確実にすると、今度はヴィリニュスに狙いを定めた。コンスタンツ公会議におけるドイツ騎士団の供述によれば、ヴィータウタスは妹の結婚式に際して肉、家畜用の干し草、その他の物品を積んだ荷車をヴィリニュスの人々に送り、ヴィリニュス市民の心を掴もうとした。この計画はドイツ人のスパイによって見破られ、陰謀の実行者たちは処刑された 。これに連座してヴィータウタスの最も心強い2人の同盟者、弟のタウトヴィラスと寵臣（義弟とも言われる）のイヴァン・ハリシャンスキはそれぞれの所領であるナヴァフルダクとハリシャヌィを失った。
窮地に陥ったヴィータウタスはドイツ騎士団と同盟を結ぼうとし、捕虜にしていた騎士マルクヴァルト・フォン・ズルツバッハを交渉のために送った。1390年1月19日、ヴィータウタスはリク（現在のポーランド領エウク）において、ヨガイラとの最初の抗争中であった1384年にドイツ騎士団と以前結んだケーニヒスベルク条約の内容を再確認するリク条約に調印した。この条約において、ヴィータウタスはドイツ騎士団の軍事的援助を受ける代わり、ネヴェジス川までのジェマイティヤを割譲することを約束していた。かつて裏切られた経験から、騎士団はヴィータウタスの忠誠の保証として人質を差し出すことを要求した。人質として指名されたのは、弟のジーギマンタスとタウトヴィラス、妻のアンナ、娘のソフィヤ、妹のリムガイラ、寵臣のイヴァン・ハリシャンスキ、そしてその他の貴族たちである。

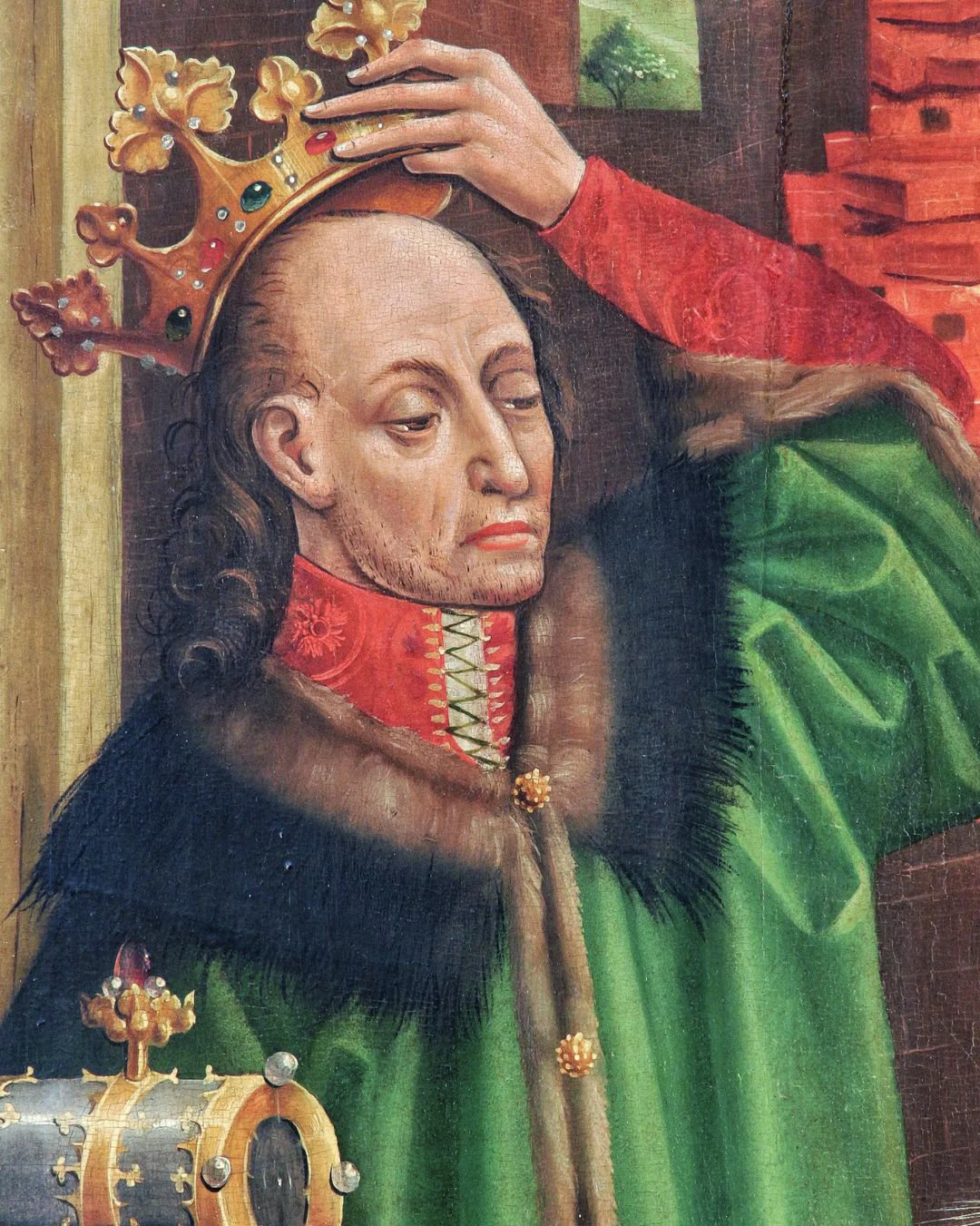
ヨガイラは、後世になるとヴワディスワフ2世ヤギェウォと呼ばれた

1390年5月、ジェマイティヤの31人の貴族代表団がケーニヒスベルクに到着し、新たなケーニヒスベルク条約に調印してヴィータウタスに忠誠を誓った。ヴィータウタスとドイツ騎士団の連合軍にはドイツ、フランス、イングランドなどのヨーロッパ諸国からやって来た大勢の志願兵、傭兵が加わっていた。最も有名なところでは、後にヘンリー4世となるダービー伯ヘンリーやフランス元帥ジャン・ル・マングル（ブシコー元帥）などが加わっていた。イングランド人の十字軍騎士たちはプロイセンとリトアニアにおける軍事行動に関する詳細な記録を残しており、彼らの手柄は、おそらくイングランドの騎士やヘンリー4世を賛美する目的で、ジェフリー・チョーサーの『カンタベリー物語』において言及されている。この間、ヨガイラはある程度の軍事的成功を収めていた。彼の軍勢はポドラシェにあるいくつかの城を占拠すると、それらの城にポーランド人守備隊を配備してポドラシェを離れ、1390年4月には6週間の包囲の末にフロドナを陥落させた。
新たに成立した連合軍はリトアニアで数多くの小規模な遠征を行った。連合軍にとって最も大規模な遠征は晩夏に行われた。この遠征中、騎士団はリトアニア最初の首都だったと考えられているケルナヴェの木造の城を焼き払い、この城は2度と修復されなかった。連合軍がゲオルゲンブルク（現在のリトアニア領ユルバルカス）を包囲している最中に、ドイツ騎士団総長コンラート・ツェルナー・フォン・ローテンシュタインが死んだ。連合軍はこれほどの規模の大軍が結集する機会はめったに無いと考え、ゲオルゲンブルク包囲を中止してヴィリニュスへと進軍することを決めた。1390年9月11日、連合軍は5週間にわたるヴィリニュスの包囲に取り掛かった。ヴィリニュス城群にはポーランド人、リトアニア人、ルーシ人の混成軍を率いたスキルガイラが陣取っていた。騎士団はヴィリニュスの城下町の大部分を灰燼に帰し、「曲がった城」を破壊することに成功した（城は再建されなかった）。ヴィータウタスの弟タウトヴィラスとヨガイラの弟カリガイラは包囲戦の最中に死んだ。包囲を続ける連合軍は様々な困難に見舞われた。連合軍は火薬の補給量の減少や天候の悪化に悩まされ、西ヨーロッパからの志願兵の一部が戦線を離脱し、騎士団は新しい総長を選ぶ必要に迫られていた。連合軍はプロイセンに帰ることを決めた。包囲戦は抗争の終焉にはつながらなかったものの、リトアニア人の間でヨガイラに対する不満がだんだんと大きくなっていることを証明した。

### 1391年 - 1392年

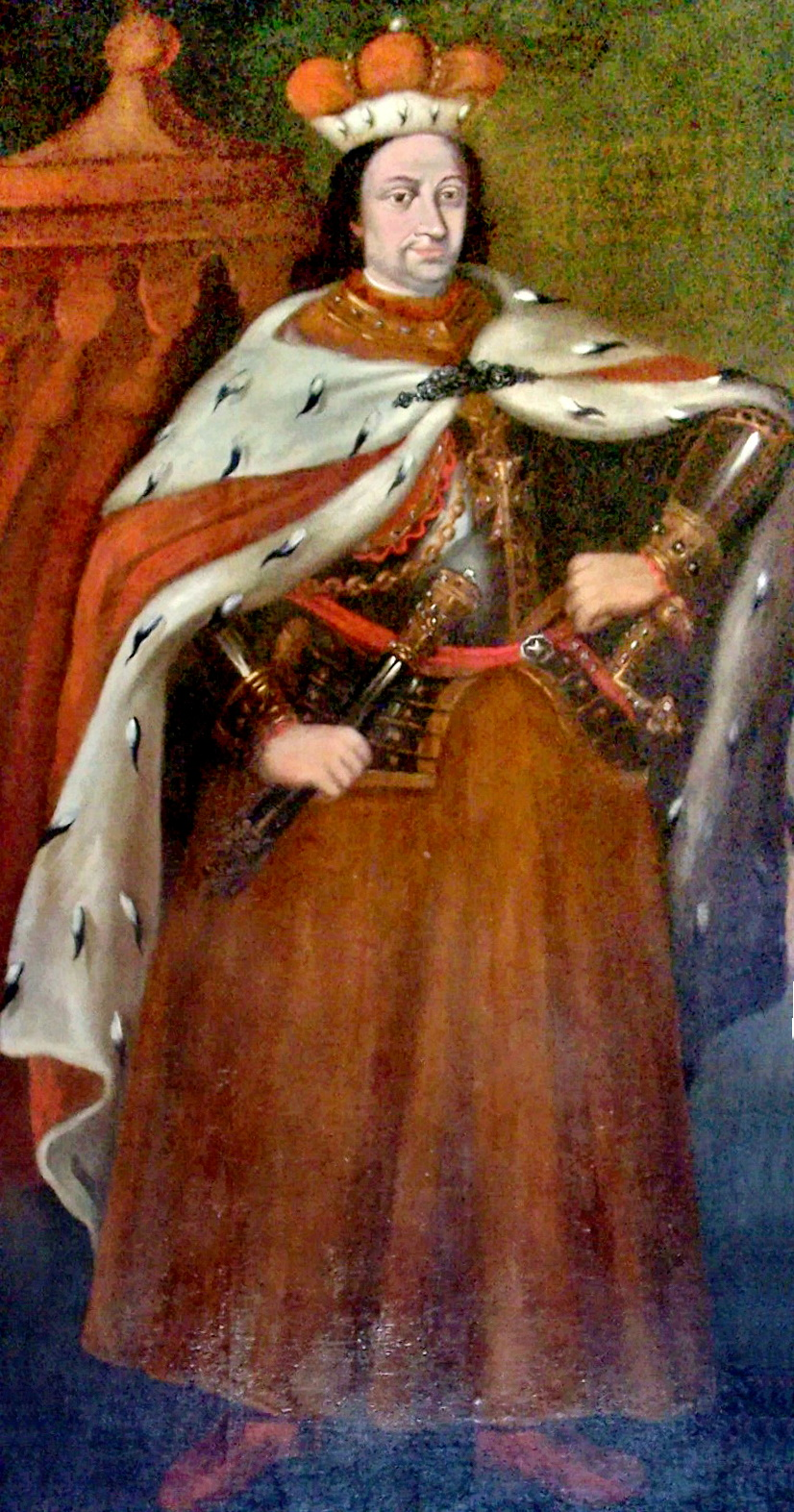
ヴィータウタス

1391年1月21日、ヴィータウタスの一人娘ソフィヤが、モスクワ大公ヴァシーリー1世と結婚した。この縁組はヴィータウタスのスラヴ地域における影響力を高め、またヴィータウタスがポーランドと戦う上でモスクワ国家という同盟者を得たことを意味していた。同時に、ヨガイラの弟レングヴェニスはモスクワによってノヴゴロド共和国の勤務公の地位を追われた。ドイツ騎士団は新総長コンラート・フォン・ヴァレンローデの就任をわざと引き延ばし、戦争の再開を回避した。騎士団の総会がヴァレンローデの選出を遅らせたのだった。1391年5月、新総長ヴァレンローデは、ハンガリー宮中伯（副王）を務めるオポーレ公ヴワディスワフ・オポルチクから6632グルデンを借り、その代わりにトルン近郊のズウォトリャ（スラトリア）城を抵当としてオポルチクに差し出した。ヨガイラはこれに怒り、ドブジン地方に侵攻したが、撃退された。
ヴァレンローデはフランス、イングランド、スコットランドから新たな志願兵を呼び寄せた。騎士団の招集に呼応した者の中には、スコットランド王ロバート2世の娘婿のニスデール領主ウィリアム・ダグラスもいた。1391年の秋、ドイツ騎士団は再びヴィリニュスへの遠征軍を組織した。遠征軍はカウナスで豪勢な祝宴を開いたが、その宴会はアダム・ミツキェヴィチが1828年に発表した叙事詩「コンラート・ヴァレンロート」の中で描かれたことで有名である。遠征軍はヴィリニュス近郊のウクメルゲとマイシャガラの町を破壊したが、2度目のヴィリニュス包囲を行うには輜重が不足していた。1391年11月、ヴィータウタスはヨガイラとスキルガイラの最短の連絡路を絶つべく、メルキネやフロドナの周辺を攻撃した。
一方、ドイツ騎士団はプロイセンの土地を買い取り続けていた。1392年5月には、ヴァレンローデはハンガリー王ジギスムントからノイマルクを購入するための交渉を始めた。もっとも、複数人の公爵がノイマルクの所有権を主張していたために、交渉は決裂した。ノイマルクは1402年になってようやく、モラヴィア辺境伯、ブランデンブルク辺境伯ヨープスト・フォン・メーレンが購入した。1392年7月、騎士団はヴワディスワフ・オポルチクから5万グルデンでドブジン地方を買い取ることに合意した。ドブジン地方の領有権は1377年以来、ピャスト家の公爵たちのあいだで争われていた。シレジアのオポーレ公国の支配者であるオポルチクは、政情の不安定な北方の領地にはほとんど関心が無かったのである。1392年には、オポルチクはドイツ騎士団、神聖ローマ帝国、シレジア諸公国、ハンガリーの4勢力によるポーランド分割を呼び掛けたが、計画に乗る者はなかった。騎士団の土地買い上げにより、ポーランドの北部国境はその安定を脅かされることになった。
ヨガイラもヴィータウタスも相手に対する決定的な優位を得ることができず、内戦の影響によりリトアニア大公国は荒廃していった。ポーランドの貴族たちは戦争の継続には不満であった。ヨガイラがリトアニア国内の問題に忙殺されており、クレヴォ合同条約で期待された利益が現実のものにならないためだった。合同でポーランド人が期待したのは北方での新たな戦争ではなく、ガリツィア、モルダヴィア、ワラキアにおいてポーランドの支配権を確立することだったのである。ヨガイラは宮廷の統卒、南東部での戦闘、病気がちな妻の世話に心を砕いていた。ヨガイラはスキルガイラに代えて別の弟ヴィーガンタスをリトアニアの摂政にしようとしたが、ヴィーガンタスははっきりしない状況下で死んだ。ヴィータウタスまたはスキルガイラによる毒殺と伝えられている。クレメンス・モスカジェフスキは更迭され、代わりにクラクフからヤン・オレシニツキが派遣されて新たなヴィリニュス都督に就任した。ヨガイラはヴィータウタスとの妥協へと動くことを決めた。

## 和平条約
1392年の春、ヨガイラはプウォツク司教ヘンリク・マゾヴィエツキを使節として送り、ヴィータウタスに妥協案を提示した。妥協案は、ヨガイラを上位の君主と認めることを条件に、ヴィータウタスをリトアニア大公位に就けるというものだった。ヴィータウタスは同年の夏までに騎士団から自分の引き渡した人質の大半を取り戻すと、ヨガイラの申し出を受諾した。この協定はヨガイラとの間で秘密裏に成立したものであり、ヴィータウタスが彼の本拠であるネマン川の中州に建つリッタースヴェルダー城で開いた祝宴に招かれたとき、騎士団は全く疑念を抱かなかった。賓客のほとんどが逮捕・投獄され、ヴィータウタスの軍勢は、警備の手薄になったリッタースヴェルダー、メーテンブルク、フロドナ近郊のノイガルテンといった木造の城を破壊していった。
1392年8月4日に締結されたオストルフ協定により、内戦には終止符が打たれた。ヴィータウタスは念願通りリトアニア大公位に就いたうえ世襲領トラカイ公国を取り戻し、スキルガイラは補償としてキエフ公国を与えられ、1397年にキエフで死んだ。ヴィータウタスは厳密に言えばヨガイラの封臣に過ぎなかったが、大公国ではきわめて大きな君主権を有していた。ヴィータウタスの独立君主としての地位は、1401年のヴィリニュス・ラドム合同によって法的に保障された。ヴィータウタスは1430年に死ぬまでリトアニアを統治したが、その間ヨガイラとは平和的に君主権を共有しており、二人の関係はそれぞれの父親であるアルギルダスとケーストゥティスの共同統治と重なる部分もみられる。ヴィータウタスに再び裏切られたドイツ騎士団は、リトアニアとの戦争を再開した。騎士団は、ヴィータウタスが過去に2度も割譲を約束したジェマイティヤの奪取を狙った。1398年、ヴィータウタスはサリナス条約に調印し、騎士団にジェマイティヤを割譲した。このときヴィータウタスはジョチ・ウルスに対する大規模な遠征を準備しており、大公国の西部地域を安定させておく必要があったのだった。ヴィータウタスは1399年のヴォルスクラ川の戦いでモンゴル人に大敗を喫した。ヨガイラとヴィータウタスは1410年のジャルギリスの戦いで共に戦い、ドイツ騎士団に対して最終的な勝利を手にした。